# Cabernet sauvignon
Cabernet sauvignon er en rødvinsdrue. Den er grundlaget for de berømte cru-classévine i Medoc og er blevet verdens mest yndede blå drue. Den blev skabt i SV-Frankrig i det 17. århundrede.
Gode cabernetvine er mørkerøde, dufter af ceder, stald, læder, kakao, tobak og solbær. Den sent modne robuste vinplante giver små druer med tyk skal og trives godt i varmt klima. Den giver fine vine i Sydfrankrig, Californien, Australien, Sydafrika, Chile, Italien og Spanien.